# 野沢竹朝
野沢竹朝（のざわ ちくちょう、1881年（明治14年） - 1931年（昭和6年）1月）は、囲碁の棋士。島根県生まれ、本因坊秀栄門下、七段。「常勝将軍」の異名をとる。毒舌で知られ、本因坊家から破門、日本棋院と棋正社の院社対抗戦では棋正社として出場した。

## 経歴
元出雲藩士野沢助之進の三男として島根県松江市に生まれる。6歳から碁石を手にし、10歳頃には囲碁の神童と謳われ、独学ながら1892年に方円社に入塾し、大阪に移っては田淵米蔵に師事。1896年に父と名古屋に移ってからは二段格の本多七兵衛と交流し、この頃には高崎泰策に三子の力があった。1903年に本因坊秀栄に入門し、飛付き二段となる。同年に三段、1907年には四段となる。1907年に『時事新報』囲碁新手合で10人抜き、1909年に『万朝報』の勝ち抜き戦「碁戦」で12人抜き、1913年にも『時事新報』の勝ち抜き戦で5人抜きするなどの活躍で「常勝将軍」「鬼将軍」の異名を取った。この頃稽古先の高田たみが野沢を批判したが、師の秀栄はこのため高田への稽古を断り、これにより四象会も後援者を失って終了するということがあった。
1909年に石井千治らとともに囲碁同志会を結成、石井が方円社に復帰する1912年まで続く。1913年に結婚。1915年五段。1917年に本因坊家と方円社の坊社合同対局で、方円社の広瀬平治郎と対局する。

### 坊門破門事件
1915年に「囲碁虎之巻」誌8月号で「評の評」欄を担当するが、本因坊家および方円社の圧力で1回で打切りとなる。1918年に野沢の後援者であった高橋善之助の創刊した「囲碁評論」誌で再度「評の評」を掲載し、本因坊秀哉や中川亀三郎らの講評を批評、さらに同誌の「棋界月旦」欄では秀哉の本因坊襲名の裏話を暴露し、秀哉から戒告を受けるが、これを無視したため、本因坊家より破門、段位を没収される。しかし野沢はこの後も五段の肩書きで評論活動を続けた。
1922年の裨聖会設立時には野沢の後援者芳川寛治伯も経て勧誘されたが、定先に打込んでいた高部道平や鈴木為次郎と互先で打つことを拒んで参加しなかった。碁界合同の気運の中、1923年に古島一雄の調停で、喜多文子の立ち会いにより秀哉と和解する。その後関東大震災のために『囲碁評論』は休刊し、神戸に移り、読売新聞の依頼で各地を巡歴していた。1924年の碁界大合同時の東西棋士合同協議会には出席したが、日本棋院設立には参加せず、肺結核を患って神戸で療養生活を送った。

### 院社対抗戦以降
日本棋院と、その後設立された棋正社による院社対抗戦が始まり、棋正社の敗色が濃くなると、主催者である読売新聞から棋正社での出場を依頼される。野沢はこれを受け、棋正社より六段を贈られ、次いで七段に推薦される。対抗戦では、野沢の段位について日本棋院で議論があったものの、向井一夫（二子）、前田陳爾、宮坂宷二、長谷川章、小杉丁を破って4勝3敗として、実力を証明した。
これを機会に、日本棋院で本因坊秀哉に次ぐ実力者鈴木為次郎が、かつて相性の悪く先二に打込まれていた野沢との対局を申し入れ、1927年から読売新聞主催で十番碁を行う。野沢は当初2勝1敗と勝ち越すが、結核が徐々に悪化して両者が別の部屋で対局するほどになり、またしばしば中断を挟むようになり、続いて持碁を挟んで4連敗し、1930年に9局まで通算2勝5敗2ジゴで終了した。翌年死去。葬儀には瀬越憲作、喜多文子、伊藤友恵、橋本宇太郎らが参列し、多磨霊園に埋葬された。没後に夫人らの手で『野沢竹朝精局集』が刊行された。
1907年の秀栄没後、秀哉と雁金準一の本因坊継承争いにおいて、秀栄の弟の秀元が一旦襲名し、次に秀哉に譲ったという経緯は、野沢の発案であったとも言われている。棋風は秀栄の影響を受けて大場先行型で、「小秀栄」と呼ばれるほどだった。1913年に本因坊秀哉との二子局(先二)で1目負けした碁は、秀哉一代の傑作と呼ばれている。

### 門下など
林徳蔵との番碁を契機にその息子の林有太郎を指導するようになり、有太郎の堅実な棋風を「小秀策の面影あり」と評したことも知られている。
野沢の毒舌は、弟子のアマチュアにも向けられ、ある時「君らの碁は利根川の杭というところだ」と言い、その意味を尋ねると「打てば打つほど下がる」と答えたという。中山典之は野沢を「近代三舌」の一人と数えている。

## 代表譜
時事新報囲碁新手合 坊門敗退第121回 1915年10月17-29日 本因坊秀哉-野沢竹朝(先二先番)
下辺で黒が簡明に先行した後、白は1(48手目)から秀哉一流の強引な封鎖に出るが、黒も正面から切り結んで、16まで逆に白が攻められる立場に追い込んだ。その後も各所で激しい攻め合いになるが、的確に応対して黒中押し勝ちとなった。
本局で竹朝が先二で3局勝ち越してカド番とし、秀哉との最後の対局となっている。

## 著作
- 『囲碁実戦詳解  理論的説明』吉川弘文館・大野万歳館 1911年
- 『囲碁実戦解剖編 乾坤 (全2巻)』星文館・冨の日本社 1914年
- 『創定大斜定石法 (3巻)』斯文館 1917年
- 『打碁と要領』大阪屋号書店  1921年
- 『最新碁戦 評の評』斯文館 1934年
- 『野沢竹朝全集 (全8巻)』斯文館 1934年
- 『野沢竹朝精局集』斯文館 1935年